# Edmond Castro
Edmond Castro – belizeński polityk, członek Zjednoczonej Partii Demokratycznej, poseł z okręgu Belize Rural North oraz wiceminister transportu.

## Życiorys
Związał się ze Zjednoczoną Partią Demokratyczną i z jej ramienia kandydował do parlamentu.
7 marca 2012 został członkiem Izby Reprezentantów z okręgu Belize Rural North, w którym pokonał przedstawiciela PUP: Arthura Saldivara, zdobywając 2103 głosów (stosunek głosów: 55,92% do 42,22%).
Pięć dni później premier Dean Barrow powołał go do swojego drugiego rządu na stanowisko wiceministra transportu.